# Galeazzo
Galeazzo est un compositeur italien, actif vers la fin du XVIe siècle, auteur d’une pièce contenue dans le Fitzwilliam Virginal Book.
Ni le New Grove Dictionary of Music and Musicians -, ni le MGG, ni le Quellenlexikon, ni la Biographie universelle des musiciens, les principales références musicologiques, ne mentionnent son nom.
Parmi les principaux ouvrages spécialisés, seuls Caldwell et Van den Borren le mentionnent, ce dernier précisant qu’on ne connaît de ce musicien que son nom.